# Ronnie Carroll
Ronnie Carroll, nato Ronald Cleghorn (Belfast, 18 agosto 1934 – Londra, 13 aprile 2015), è stato un cantante britannico.
Ha rappresentato il Regno Unito all'Eurovision Song Contest 1962 e all'Eurovision Song Contest 1963.